# 永島謙宗
- 空手家一覧
- 福岡県出身の人物一覧